# Paweł Janas
Paweł Janas (Pabianice, Polonia, 4 de marzo de 1953) es un exfutbolista polaco que actualmente se encuentra libre tras dirigir al Bytovia Bytów de la I Liga polaca. Janas fue el entrenador de la Selección de fútbol de Polonia en la Copa Mundial de Fútbol de 2006, donde la selección no llegó a superar la primera fase. Previamente, como jugador participó en la Copa Mundial de Fútbol de 1982 celebrada en España, donde Polonia logró el tercer puesto.

## Clubes
| Club           | País    | Año       |
| -------------- | ------- | --------- |
| Widzew Łódź    | Polonia | 1973-1977 |
| Legia Varsovia | Polonia | 1978-1982 |
| AJ Auxerre     | Francia | 1982-1986 |
| Legia Varsovia | Polonia | 1986-1988 |

## Clubes como entrenador
| Año         | País    | Club                           |
| ----------- | ------- | ------------------------------ |
| 1994− 1996  | Polonia | Legia de Varsovia              |
| 2001        | Polonia | Amica Wronki                   |
| 2003 − 2006 | Polonia | Selección de fútbol de Polonia |
| 2008 − 2009 | Polonia | GKS Bełchatów                  |
| 2009 − 2010 | Polonia | Widzew Łódź                    |
| 2010        | Polonia | Polonia Varsovia               |
| 2011        | Polonia | GKS Bełchatów                  |
| 2011 − 2012 | Polonia | Lechia Gdańsk                  |
| 2013 − 2015 | Polonia | Bytovia Bytów                  |